# 切爾沃納希爾卡 (基輔州)

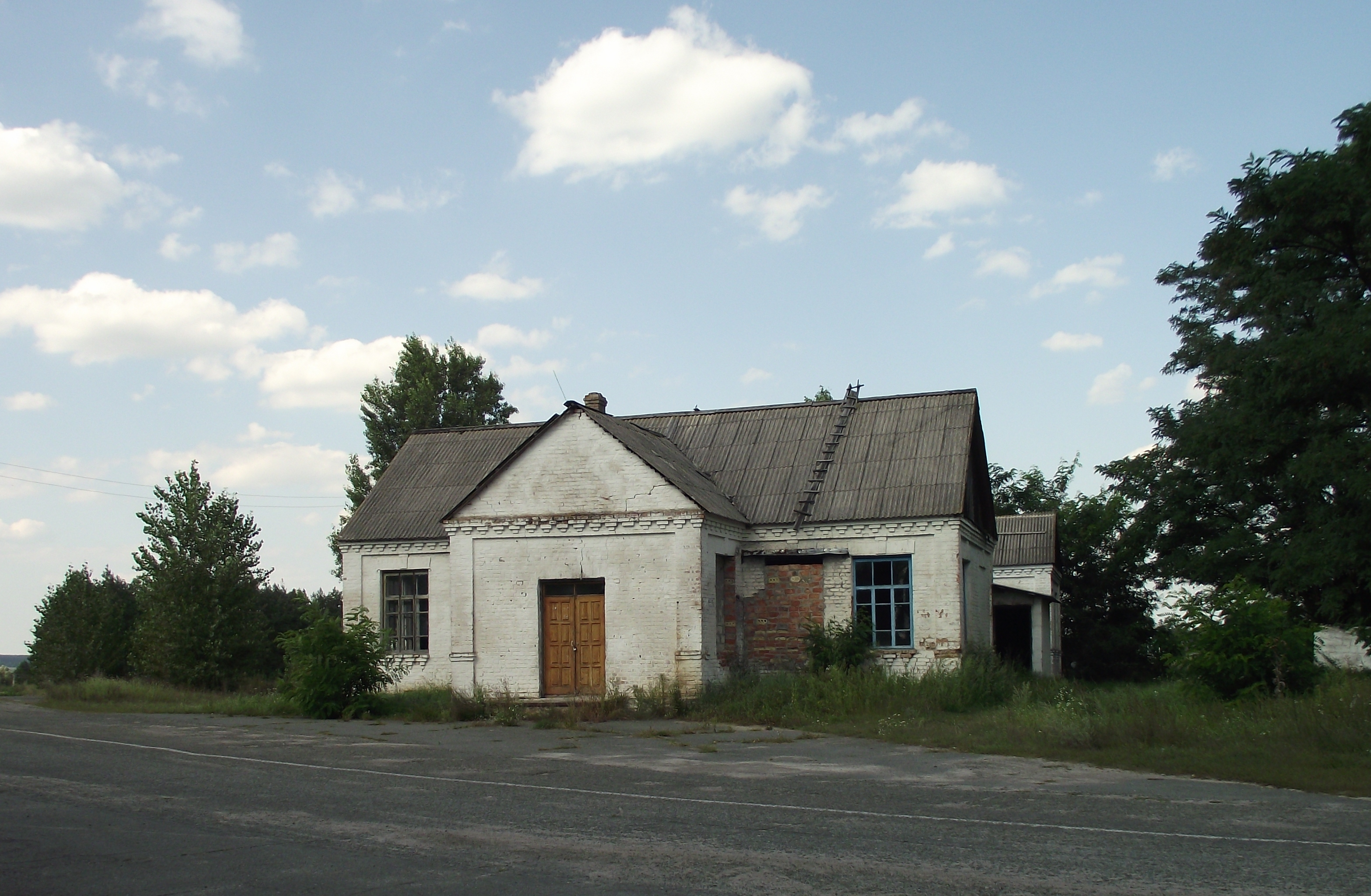

50°32′53″N 29°52′52″E / 50.54806°N 29.88111°E
切爾沃納希爾卡（烏克蘭語：Червона Гірка）是位於烏克蘭北部的村莊，由基辅州布恰区的馬卡里夫市鎮負責管轄。該村始建於1625年，面積0.11平方公里，海拔高度152米，01.01.2025年人口92，人口密度每平方公里1,150.9人。